# Campeonato da União Soviética de Ciclismo em Estrada

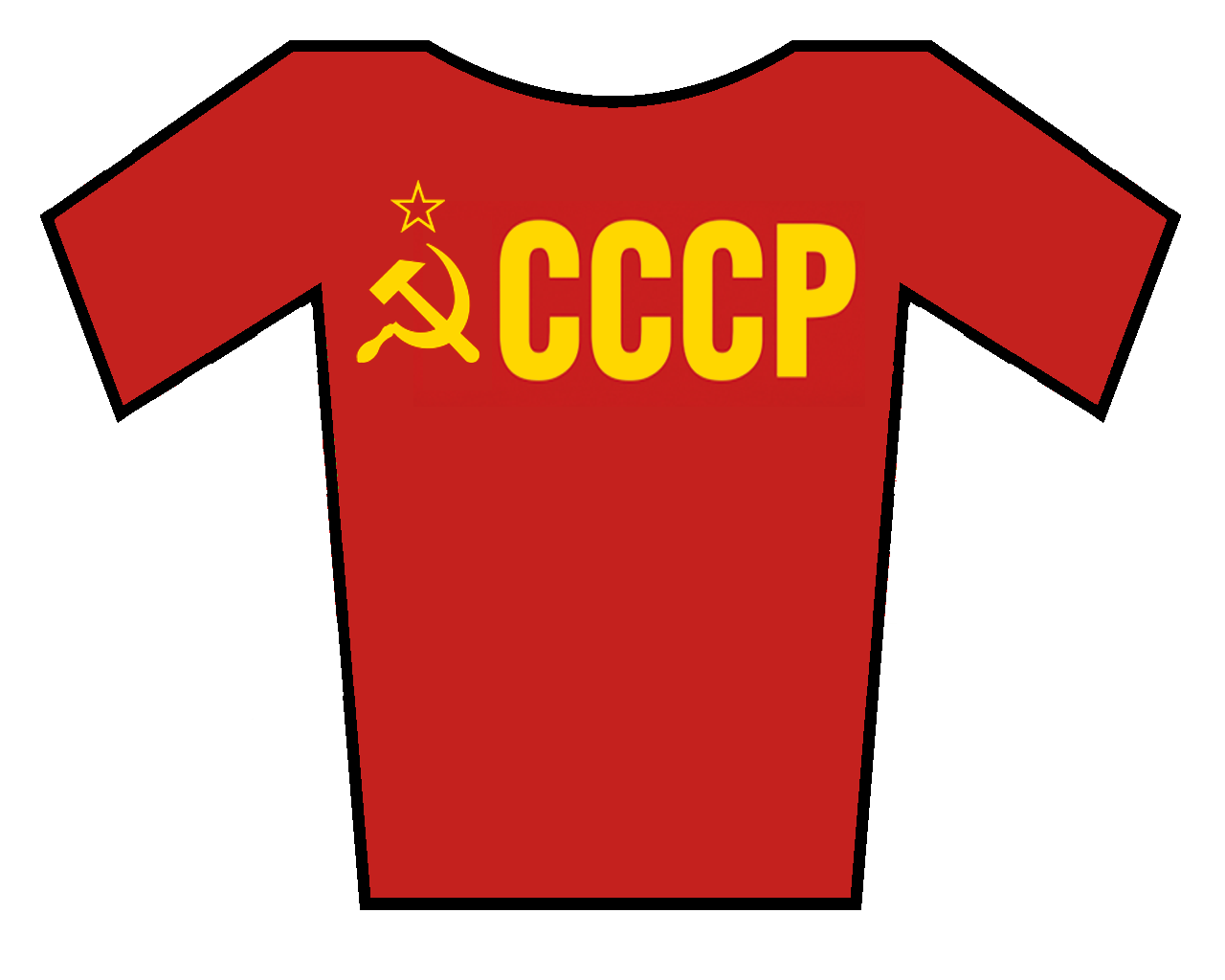
Camisa do campeão de ciclismo da União Soviética.

O Campeonato da União Soviética de Ciclismo em Estrada foi disputado pela primeira vez em 1924. Um campeonato feminino foi criado em 1927.

## As origens
O início das competições de estrada sob a forma de um campeonato da URSS tinha sido precedida por um campeonato em pista, propriedade que o clima da maior parte da URSS favorecia. Até ao final dos anos 1940, vários factores intervinham, que limitavam o ciclismo de estrada. Indigne o clima, e o estado das estradas, as prioridades dos planos soviéticos não incluíam  a fabricação em massa de bicicletas. O ciclismo em pista, nas longas distâncias, em velódromo, como aquele de Toula, não é no entanto pouco estruturado em campeonatos anuais, mas está unido ao seguir as grandes temporadas do desporto operário soviético, os Spartakiades, declinadas ao nível das Repúblicas Soviéticas cuja República Socialista Soviética Federativa da Rússia. A industrialização do país acompanha-se no entanto de progresso tanto em matéria de infra-estruturas de estrada que de produção de bens de equipa. Na propriedade do ciclismo soviético esta evolução lê-se nas grandes competições criadas em 1936/1937, tal a Volta da URSS cuja duas edições têm lugar em 1937 e 1938. A Segunda Guerra Mundial parou esta economia, e as fábricas transferidas para além das linhas da invasão alemã, tinham, como nos demais países aliados contra os hitlerianas, uma prioridade no necessário armamento.

## Após 1945
A situação do país após a Vitória aliada, não permite que lentamente a recuperação das competições ciclistas volte. O Campeonatos ciclistas em estrada retomavam em 1947, ano essencial para a bicicleta soviética. Uma fábrica de fabricação de bicicleta está posta em funcionamento em Carcóvia. Não obstante os competidores soviéticos tinham um terreno de acção limitada. Os intercâmbios desportistas internacionais estavam-se efectuados para o essencial, antes a Guerra no marco institucional do "Desporto operário" internacional. Aliás as únicas organizações desportistas « laboristas » nacionais tinham relações com os desportistas soviéticos. No início 1951 foi formado um Comité olímpico do desporto soviético, e aquela de federações próprias à cada atividade desportista modifica a situação dos desportistas.
A participação soviética no Jogos Olímpicos desde os Jogos de Helsinki em 1952 lavra ao desporto soviético e a seus campeões um campo desenvolvedor cujas ideologias da dieta vêem as possibilidades de utilização em termos de imagem. Para o ciclismo, a estructuração da Union cycliste internationale em dois sectores, o um "profissional", o outro "amador", aquele ao qual se ata a Secção ciclista do Comité olímpico soviético, permite, antes 1989, aos ciclistas soviéticas de poder participar nos Jogos Olímpicos (que estavam proibidos aos profissionais). Mas as portas das carreiras de prestígio, tais as grandes Voltas (França, Itália), eram-lhes fechadas. As carreiras ditas "open" eram para a maioria, a abertura aos profissionais das carreiras aficionadas, antes que a inversa. É notável que a abertura do ciclismo soviético à profissionalidade, em começo de temporada de 1989, se efectua bem antes o implosão do sistema político que o marcava. Mas vinha demasiado tarde para a geração das Pikkuus, Soukhoroutchenkov, Averine e bem outras campeões soviéticos.

## O campeonatos da União soviética de Ciclismo em Estrada
O Campeonato de União soviética têm neste contexto até em 1989 status ligueiros aficionados. Não têm sido profissionais até em 1989, e têm tido lugar baixo este status em 1990 e 1991.
O maillot diferencial estavam às cores da URSS.

### O Campeonatos amadoras
O título de Campeão. da União soviética de ciclismo é atribuído apenas uma prova em estrada. Há várias provas que dão lugar a cada uma a um título :
- uma prova individual de tipo "clássico".
- uma prova dita de critérium na vários "mangas" (3 carreiras cuja classificação atribui um verdadeiro número de pontos, cuja adição permite a atribuição do título)
- uma prova individual cronometrada aproximadamente 50 km
- uma prova contrarrelógio como a precedente mas em dúo
- um título de Campeão de carreira por etapas[4]
- uma prova por equipas, disputado contrarrelógio, num percurso de 100 quilómetros, distância da prova olímpica
- Há também certos anos um Campeonato "da montanha"

### O pódio do campeonato "clássico"

#### 1954-1967
| Ano  | Campeão on-line       | Segundo               | Terceiro              |
| 1954 | Nikolaï Kolumbet      |                       |                       |
| 1955 | Anatoli Tcherepovitch |                       |                       |
| 1956 | Yuri Koledov          | Boris Biebienin       | Nikolai Kolumbet      |
| 1957 | Pavel Vostriakov      | Georg Vinnik          | Vladimir Kriyutschkov |
| 1958 | Viktor Kapitonov      | Evgeni Klevtzov       | Antas Vjaravas        |
| 1959 | Viktor Kapitonov      | Antas Vjaravas        | Alexeï Petrov         |
| 1960 | Alexis Podjazblonski  | Antas Vjaravas        | Alexander Pavlov      |
| 1961 | Youri Melikhov        | Anatoli Tcherepovitch | Gainan Saidschushin   |
| 1962 |                       |                       |                       |
| 1963 | Gainan Saidschushin   | Adolf Liyuty          |                       |
| 1964 | Antas Vjaravas.       | Gainan Saidschushin   | Alexandre Kulibin     |
| 1965 |                       |                       |                       |
| 1966 |                       |                       |                       |
| 1967 | Alexeï Petrov         |                       |                       |

-

#### 1972-1989
| Ano                   | Campeão                                         | Segundo           | Terceiro                                   |
| 1972                  | Nikolai Krasksov                                | Sergueï Morozov   | Evgeni Smetanin                            |
| 1973                  | Anatoli Starkov                                 | Yuri Mikhailov    | Yuri Lavruschkin                           |
| 1974                  | Boris Issaiev                                   |                   |                                            |
| 1975 VI Spartakiade   | Vitautas Galinauskas                            | Nikolaï Gorelov   | Boris Issaiev                              |
| 1976                  | Alexandre Averine                               | Sergueï Morozov   | Saïd Gusseinov                             |
| 1977                  | Aavo Pikkuus                                    |                   |                                            |
| 1978                  |                                                 |                   |                                            |
| 1979 VII Spartakiade. | Alexandre Gussiatnikov RSFS Rússia (Kouibychev) | Gianni Giacomini  | Alexandre Averine RSFR Rússia (Kouibychev) |
| 1980                  | Leon Dejits                                     | Youri Barinov     | Ramazan Galaletdinov                       |
| 1981                  | Igor Bokov                                      | Youri Kachirine   | Sergei Priblyl                             |
| 1982                  | Rikho Suun                                      | Vladimir Malakhov | Piotr Ugrumov                              |
| 1983 VIII Spartakiade | Sergei Ermatchenkov                             | Rikho Suun        | Andrei Toporichev                          |
| 1984                  | Alexandre Zinóviev                              | Oleg Logvine      | Djamolidine Abdoujaparov                   |
| 1985                  | Sergei Zmievskov                                | Andrei Toporichev | Guennadi Tarassov                          |
| 1986                  | Piotr Ugrumov                                   | Arvid Tammesalu   | Dimitri Konyshev                           |
| 1987 IX Spartakiade   | Djamolidine Abdoujaparov                        | Rikho Suun        | Piotr Ugrumov                              |
| 1988                  | Vladimir Goluschko                              | Uldis Ansons      | Assiat Saitov                              |
| 1989                  | Viktor Klimov                                   | Konstantin Bankin | Vladimir Diadischkin                       |

### O campeonato "critérium"
| Ano   | Campeão           | Segundo                | Terceiro                 |
| 1973. | Valeri Likhatchev | Ivan Skosirev          | Igor Razumenko           |
| 1976  | Aavo Pikkuus      | Vitaoutas Galinaouskas | Igor Moskalev            |
| 1981  | Aavo Pikkuus      | Alexandre Akhov        | Rikho Suun               |
| 1982  | Alexandre Akhov   | Rikho Suun             | Vladimir Malakhov        |
| 1983  | Rikho Suun        | Uldis Ansons           | Vladimir Malakhov        |
| 1984  | Vladimir Malakhov | Viktor Demidenko       | Rikho Suun               |
| 1985  | Ivan Romanov      | Rikho Suun             | Tomadas Kirsipuu         |
| 1986  | Uldis Ansons      | Ivan Romanov           | Assiat Saitov            |
| 1987  | Ivan Romanov      | Assiat Saitov          | Djamolidine Abdoujaparov |
| 1988  | Piotr Ugrumov     | Uldis Ansons           |                          |

### O campeonato de URSS "da montanha"
De criação tardia, tendo deste facto conhecido poucas edições. este campeonato com registo dos pódios que estão confirmados pelos resultados obtidos a partir de 1989 por Ivan Ivanov, principalmente ao Volta a Espanha, Vladimir Poulnikov sobretudo ao Giro d'Italia e Piotr Ugrumov ao Tour de France, ao Giro d'Italia.
| Ano  | Lugar  | Campeão     | Segundo            | Terceiro          |
| 1986 | Sotchi | Ivan Ivanov | Piotr Ugrumov      | Alexandre Kotenko |
| 1987 | Sujumi | Ivan Ivanov | Vladimir Poulnikov | Dainis Ozols      |

### O campeonato "contrarrelógio"
O Campeonato da URSS  contrarrelógio individual está disputado na uma distância de 40 quilómetros, levada ao princípio da década 80 a 50 quilómetros.
| Ano  | Campeão             | Segundo           | Terceiro            |
| 1976 | Anatoli Tchoukanov. | Rinat Charafuline | Viktor Panchenkov   |
| 1980 | Alexandre Kisliak   |                   |                     |
| 1981 | Piotr Ugrumov.      | Oleg Liadov       | Alexandre Krivinets |
| 1982 | Oleg Liadov.        | Piotr Radschenkov | Schvechnikov        |
| 1983 | Oleg Liadov         | Nikolai Kossariev |                     |
| 1984 | Anatoli Yarkine.    | Nikolai Kossariev | Assiat Saitov       |
| 1987 | Vladimir Poulnikov. | Assiat Saitov     | Vasyl Zhdanov       |
| 1988 | Andrei Teteriouk.   | Piotr Ugrumov     |                     |

### O campeonato contrarrelógio emdúo
Este campeonato em estrada está disputado em três séries atributivas de pontos que se somam para uma classificação geral
| Ano  | Campeão                             | Segundo                         | Terceiro                         |
| 1981 | Viatcheslav Dedenov Sergei Kadatski |                                 |                                  |
| 1982 | Evgeni Korolkov Evgeni Schulgui     | Youri Kachirine Oleg Logvine    | Oleg Liadov Mikhaïl Naumov       |
| 1983 | Oleg Liadov Tinu Roosmae            | I. Stelma Yuri Kazatchenko      | Oleg Logvine Sergei Uslamin      |
| 1987 | Vasyl Zhdanov Viktor Klimov         | Yuri Manuylov Romes Gainetdinov | E. Plazak A. Sneka               |
| 1988 | Vasyl Zhdanov Igor Sumnikov         | Assiat Saitov Yuri Manuylov     | Viktor Kutepov Vladimir Sapronov |
| 1989 | Pavel Tonkov Oleg Polovnikov        | Filipov Anachkin                | Abdrachmachov Vasileivschkin     |

### O campeonato profissional
| Ano  | Campeão          | Segundo            | Terceiro           |
| 1989 | Ivan Ivanov      | Dimitri Konyshev   | Rikho Suun         |
| 1990 | Dimitri Konyshev | Piotr Ugrumov      | Vladimir Poulnikov |
| 1991 | Andreï Tchmil    | Viatcheslav Ekimov | Piotr Ugrumov      |

## Campeonatos criados após 1991
Após a dissolução da URSS, outros campeonatos sucederam-lhes :
- Campeonato da Arménia de Ciclismo em Estrada
- Campeonato do Azerbaijão de Ciclismo em Estrada
- Campeonato da Bielorrússia de Ciclismo em Estrada
- Campeonato da Estónia de Ciclismo em Estrada
- Campeonato da Geórgia de Ciclismo em Estrada
- Campeonato da Moldávia de Ciclismo em Estrada
- Campeonato do Cazaquistão de Ciclismo em Estrada
- Campeonato do Quirguistão de Ciclismo em Estrada
- Campeonato da Letónia de Ciclismo em Estrada
- Campeonato da Lituânia de Ciclismo em Estrada
- Campeonato do Uzbequistão de Ciclismo em Estrada
- Campeonato da Rússia de Ciclismo em Estrada
- Campeonato da Turqueministão de Ciclismo em Estrada
- Campeonato do Tajiquistão de Ciclismo em Estrada
- Campeonato da Ucrânia de Ciclismo em Estrada